# Конхоїда
Конхоїда кривої (від грец. κόγχη — черепашка та εἶδος — вигляд) — пласка крива, що виходить при збільшенні або зменшенні радіус-вектора кожної точки даної пласкої кривої на постійну величину.

Дві гілки конхоїди кола із спільним центром O. Для будь-якого розташування точки С на колі відтинки AC і BC мають бути рівними і лежати на прямій, що проходить через точки O та C.

Інакше, конхоїда пласкої кривої L відносно точки О — пласка крива, що описується кінцями відтинка, середина якого рухається по кривій L, а продовження відтинка проходить через фіксовану точку площини О.
Для креслення конхоїди служить прилад конхоїдограф.

## Приклади
- Конхоїда прямої — конхоїда Нікомеда,
- Конхоїда кола з центром на колі — равлик Паскаля.